# خودرو رالی جهانی
خودرو رالی جهانی یک کلاس از خودروی مسابقه‌ای است که طبق قوانین خاص تعیین شده توسط فدراسیون بین‌المللی اتومبیل‌رانی (فیا) ساخته شده و برای رقابت در مسابقات رالی قهرمانی جهان (WRC) مورد استفاده قرار گرفت. این خودروها در سال ۱۹۹۷ به عنوان جایگزینی برای مقررات گروه ای مورد استفاده در مسابقات قهرمانی سازندگان معرفی شدند،  در سال ۲۰۲۲ کلاس گروه رالی۱ جایگزین این کلاس شد.

## گالری

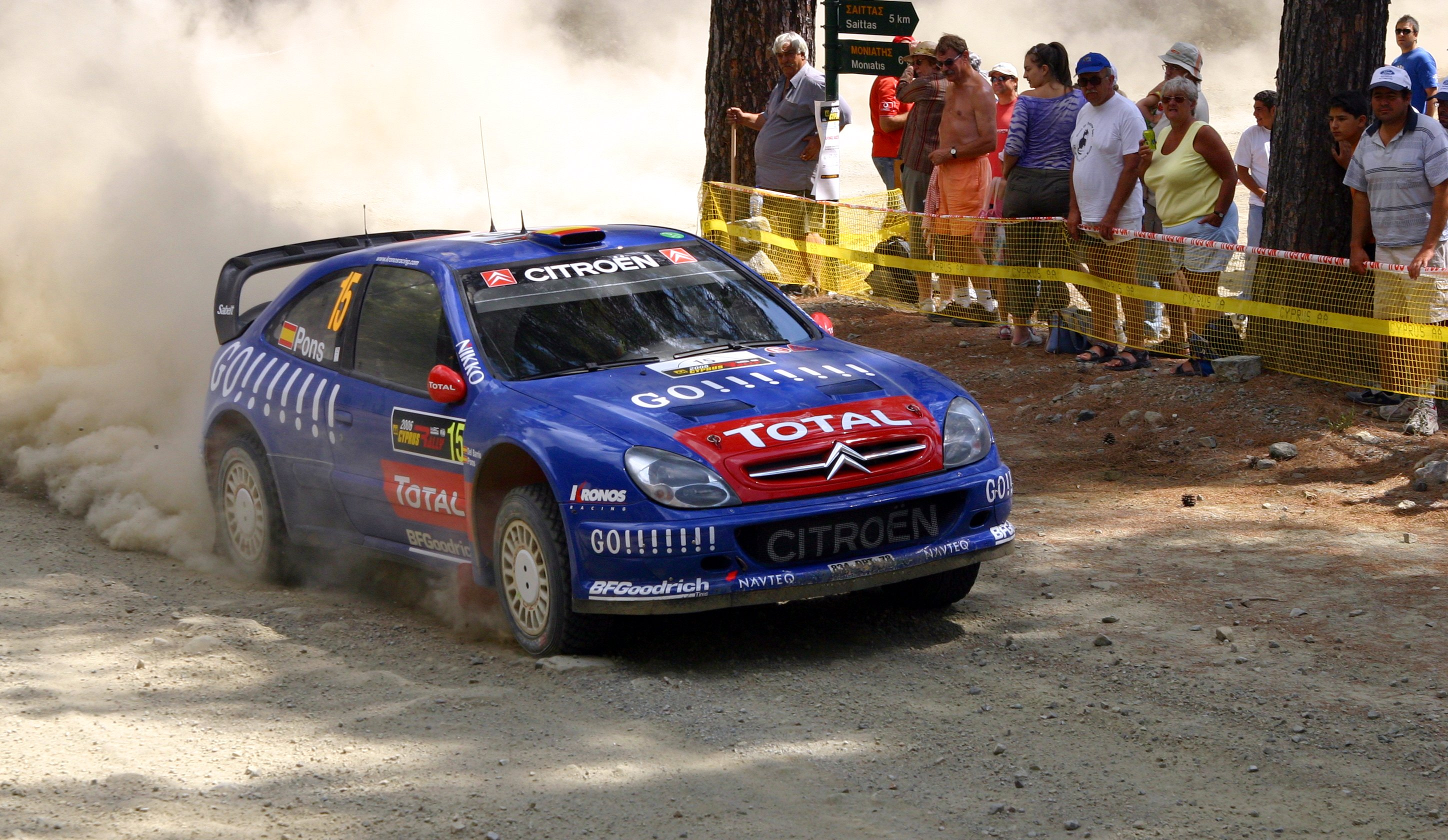
سیتروئن سارا دبلیوآرسی
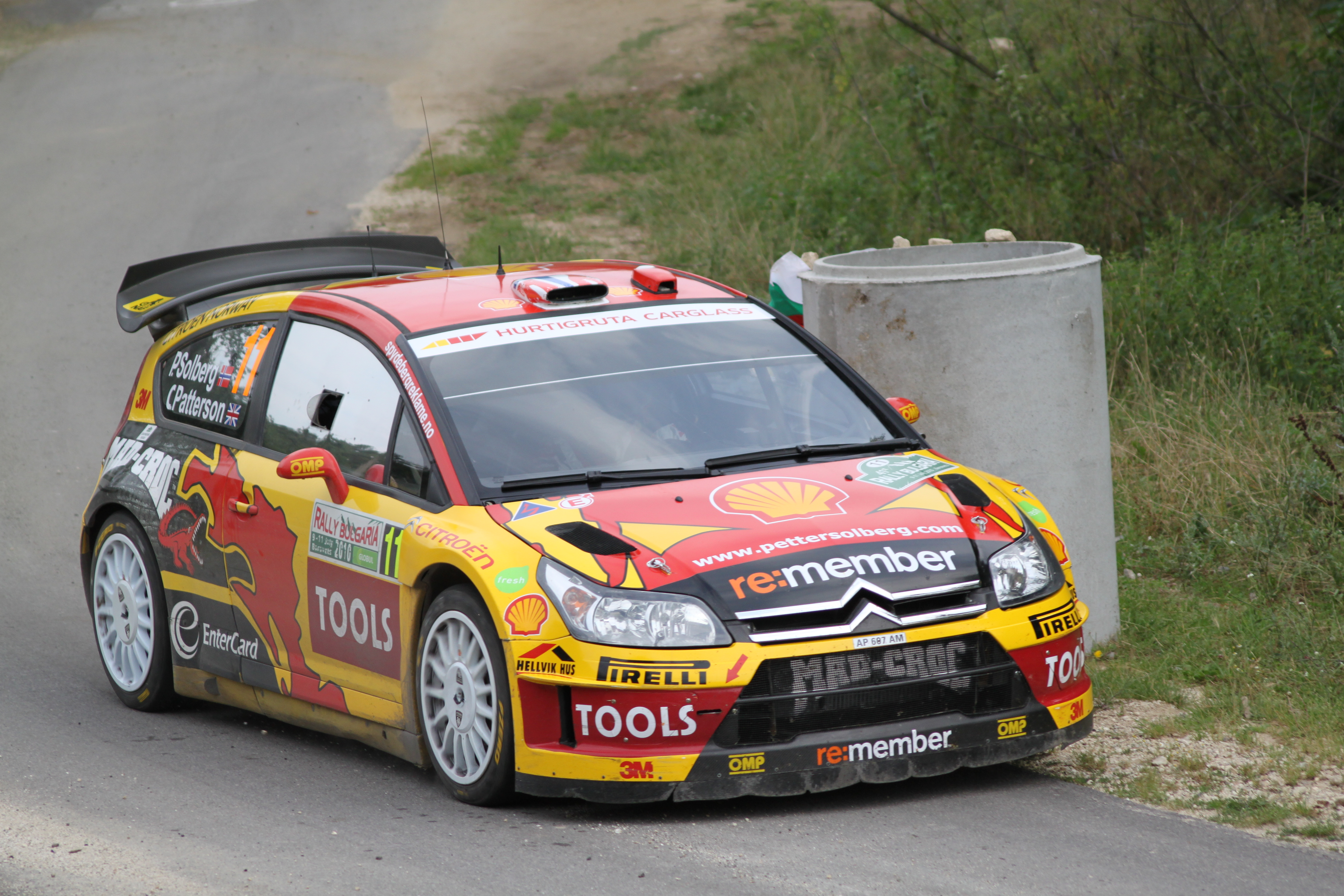
سیتروئن سی۴ دبلیو‌آر‌سی
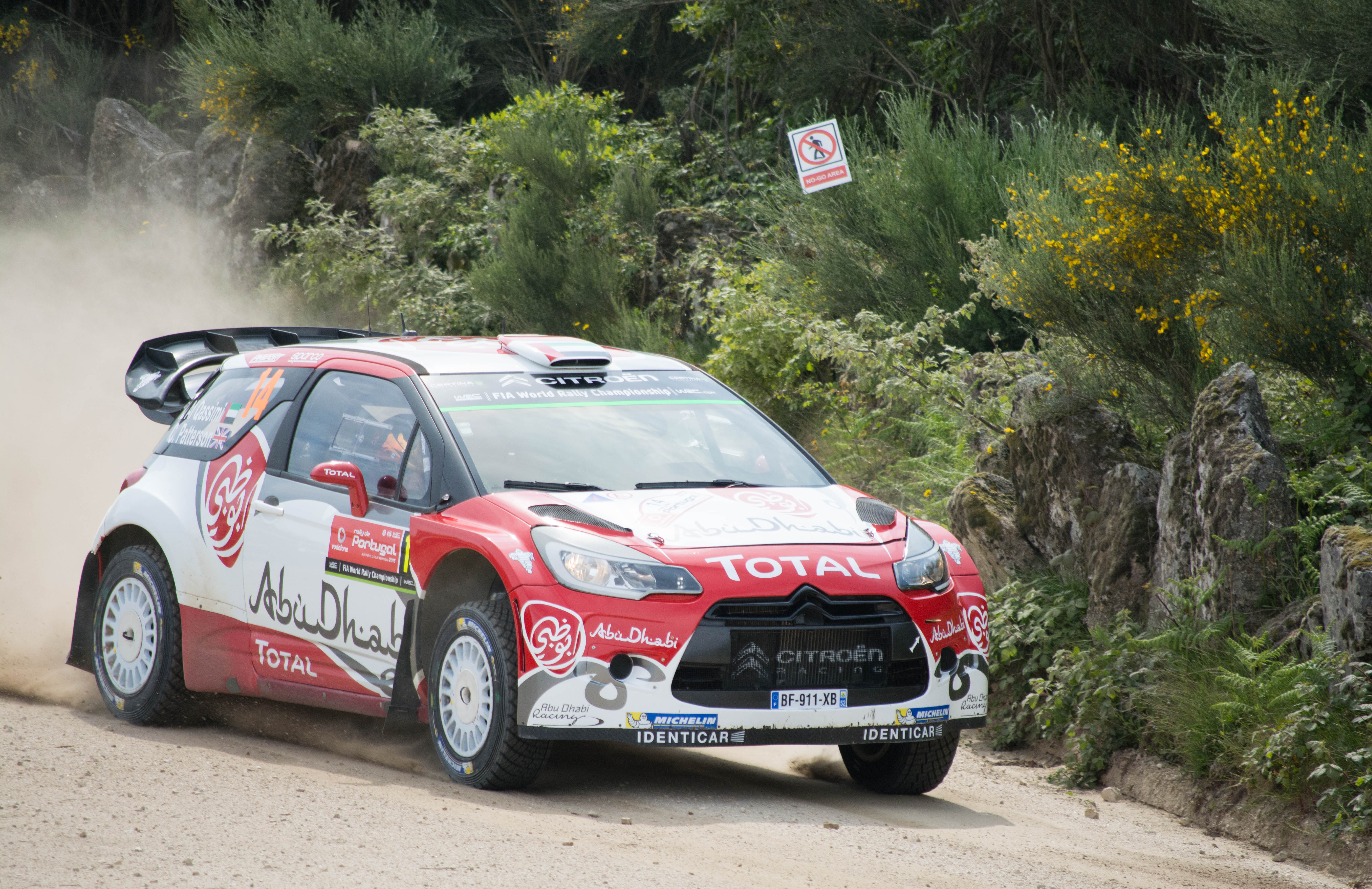
سیتروئن دی‌اس۳ دبلیوآرسی
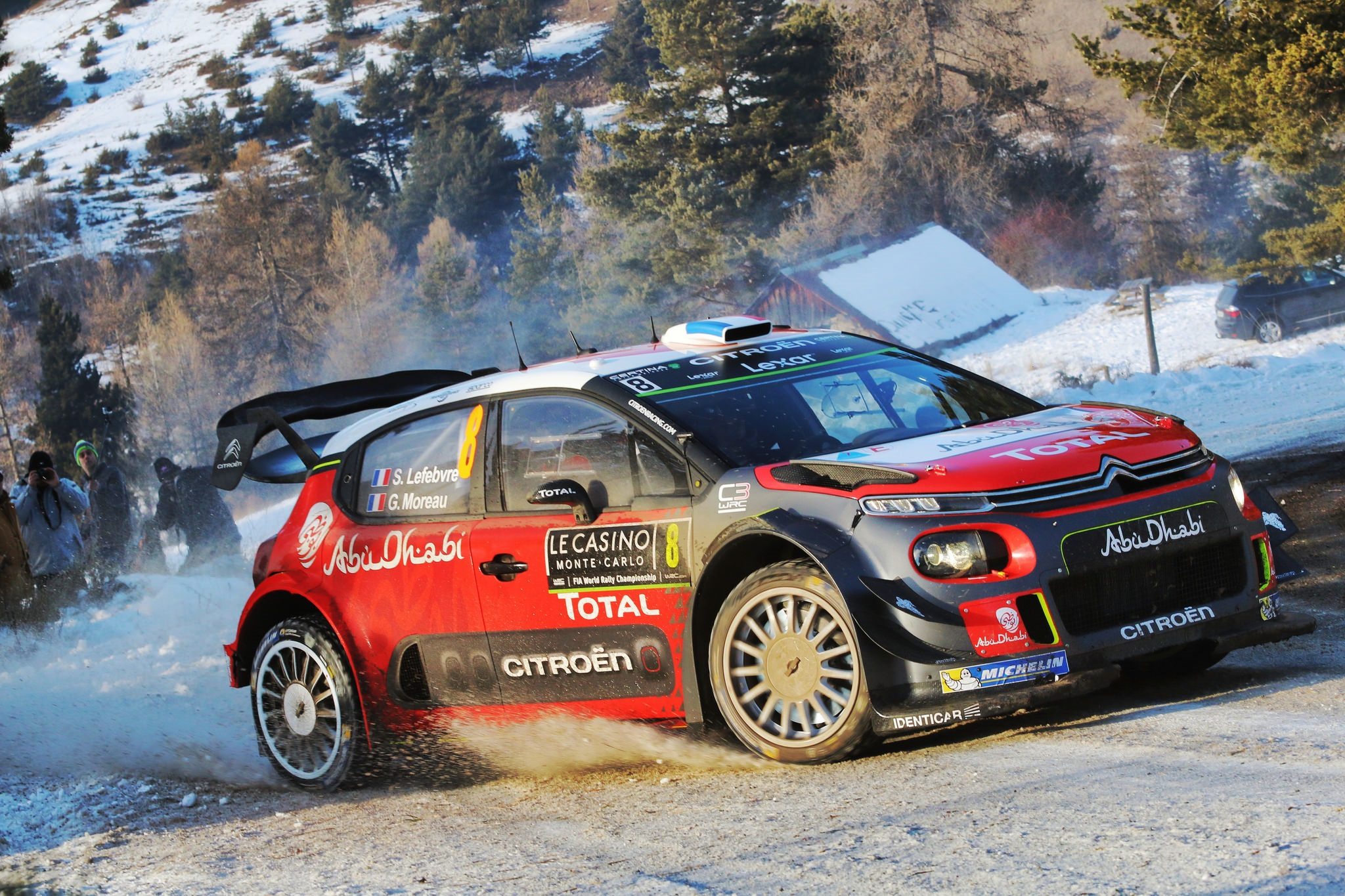
سیتروئن سی۳ دبلیوآرسی
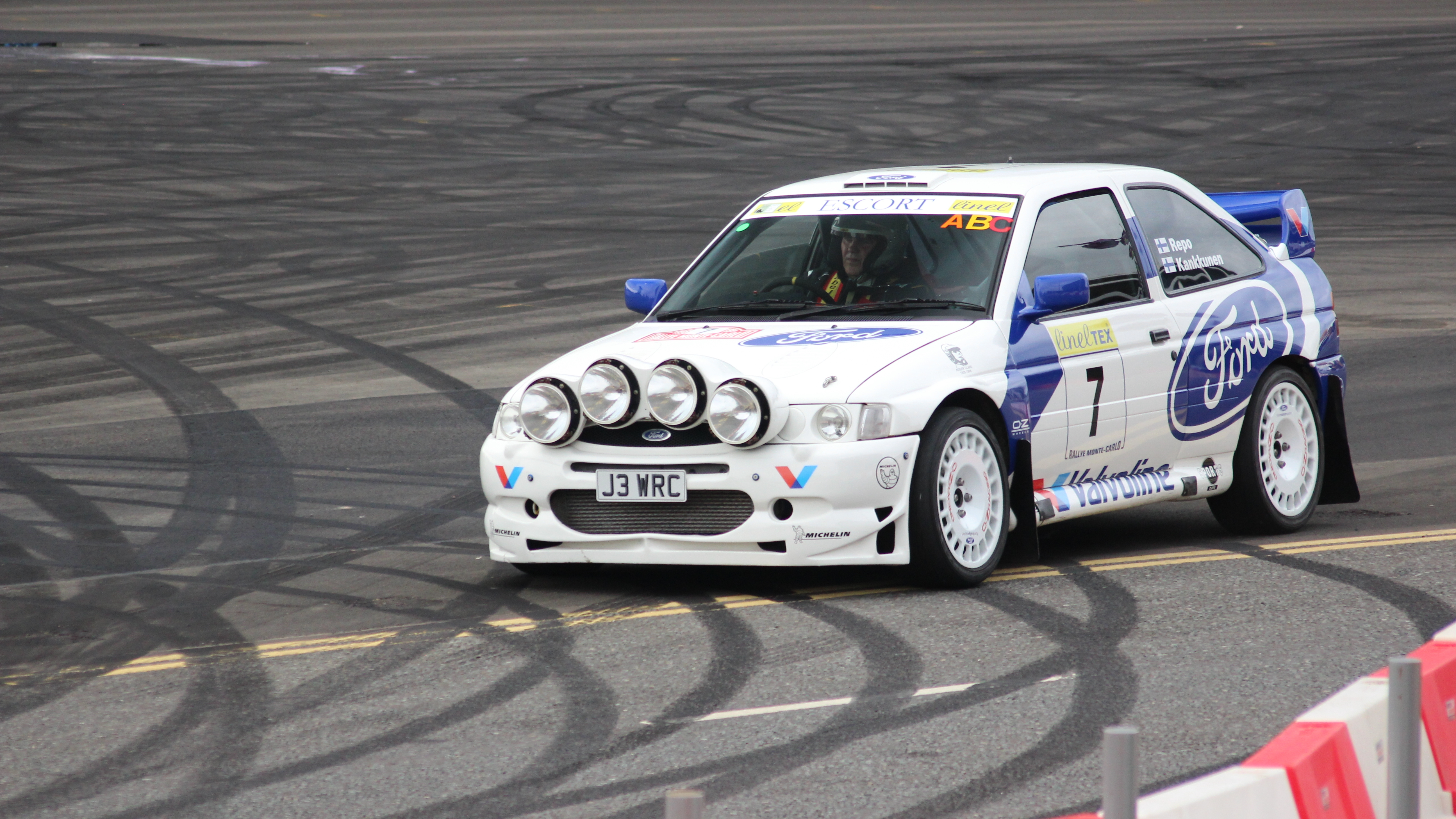
فورد اسکورت دبلیوآرسی
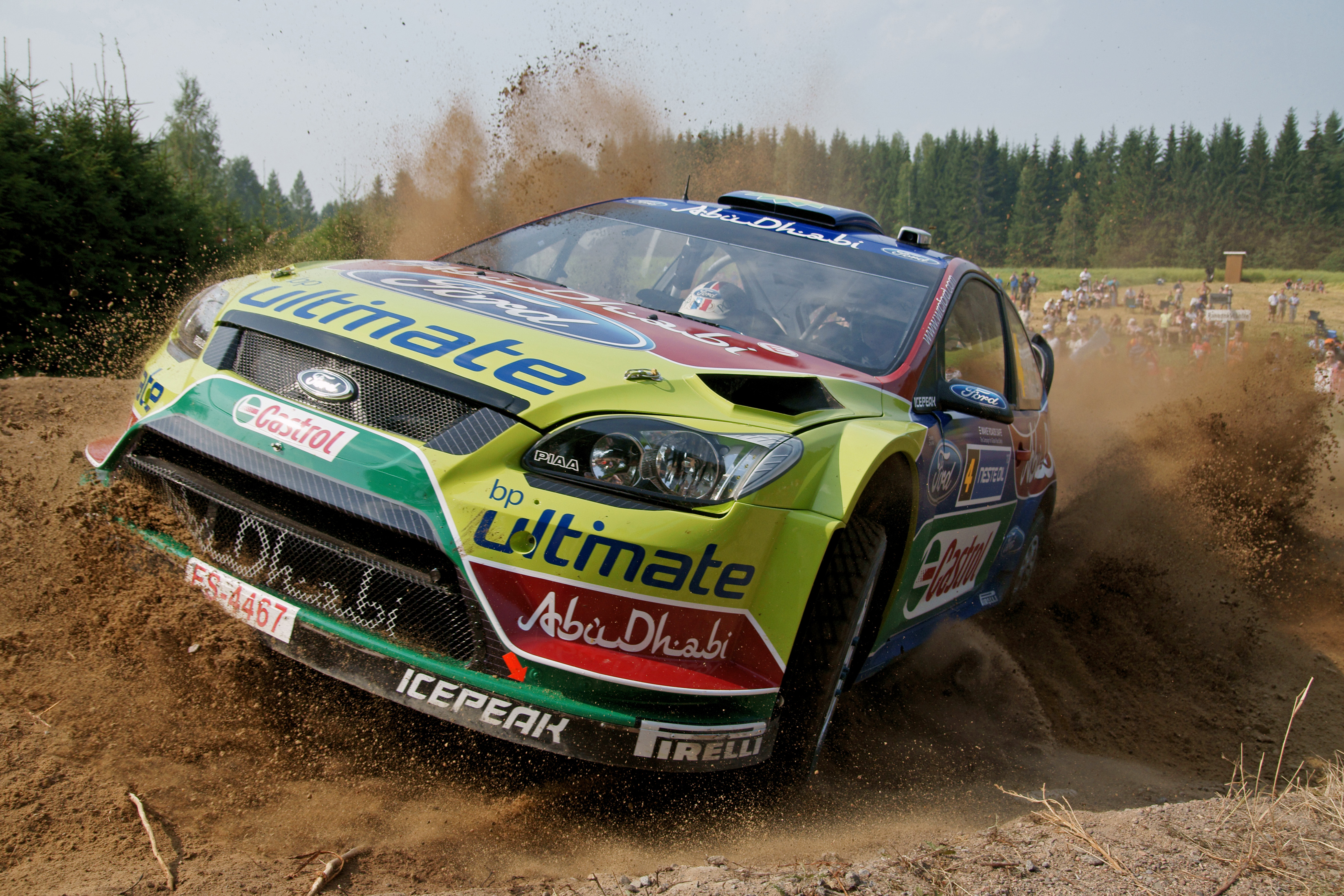
فورد فوکوس آراس دبلیوآرسی
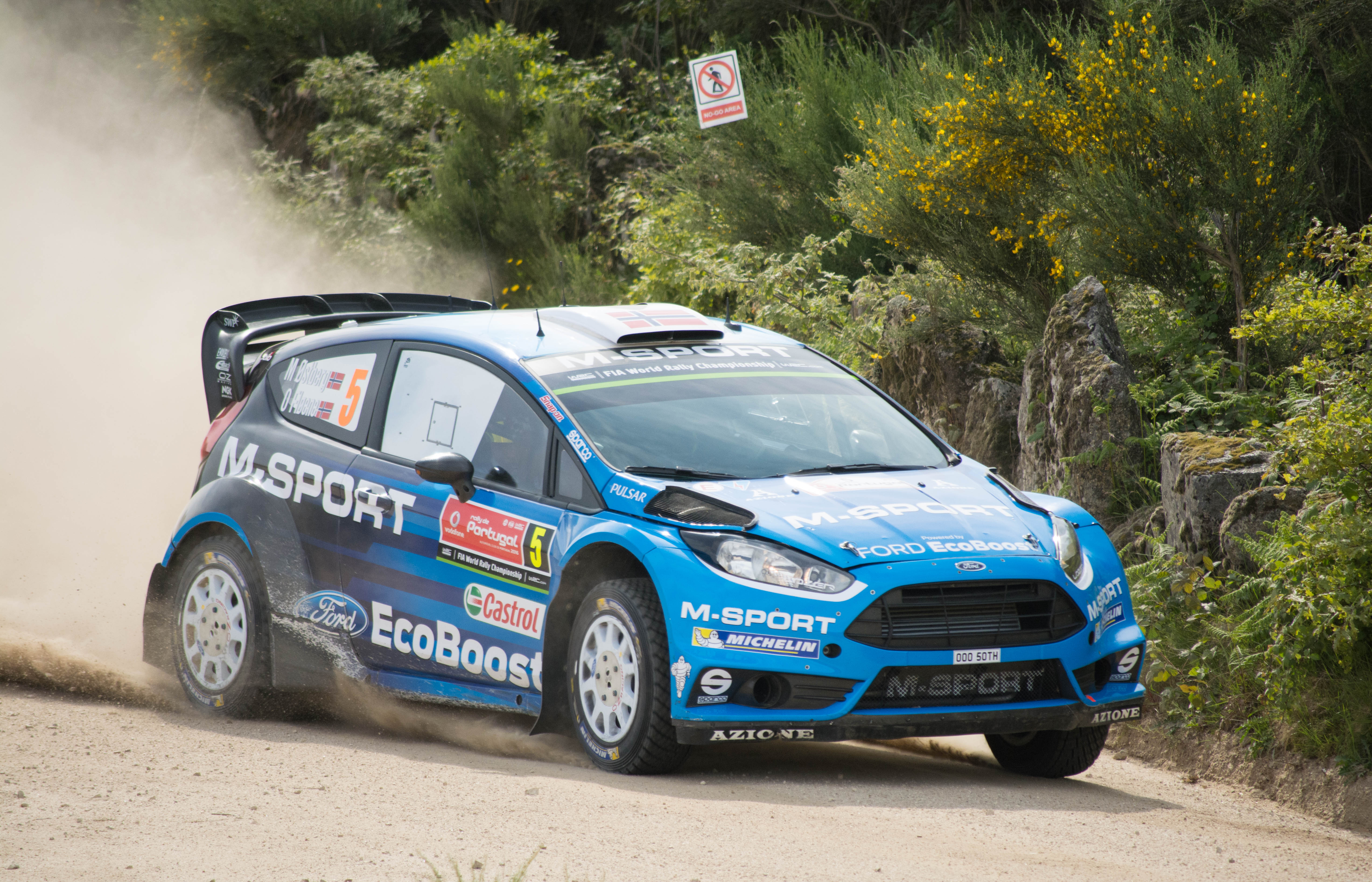
فورد فیستا آراس دبلیوآرسی
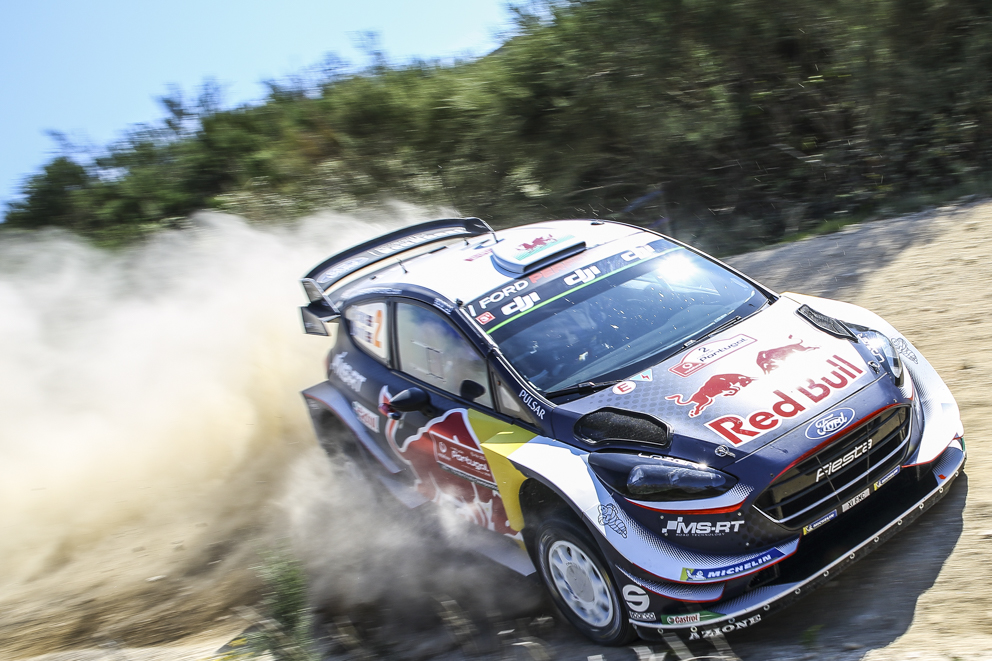
فورد فیستا دبلیوآرسی
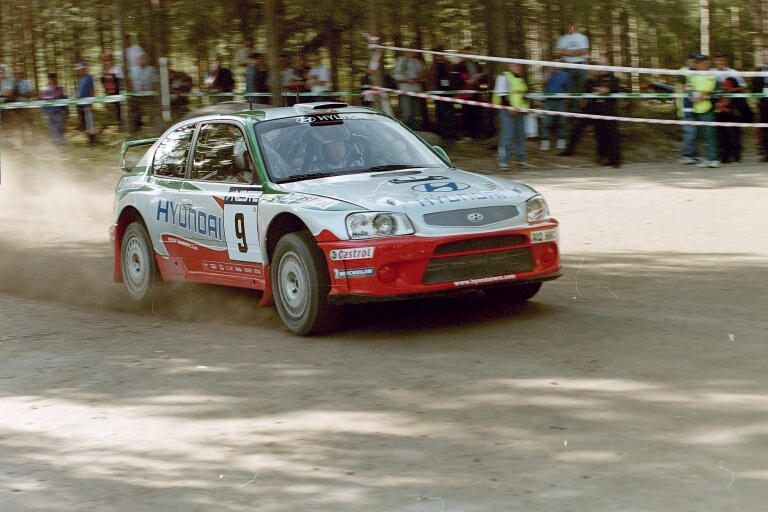
هیوندای اکسنت دبلیوآرسی
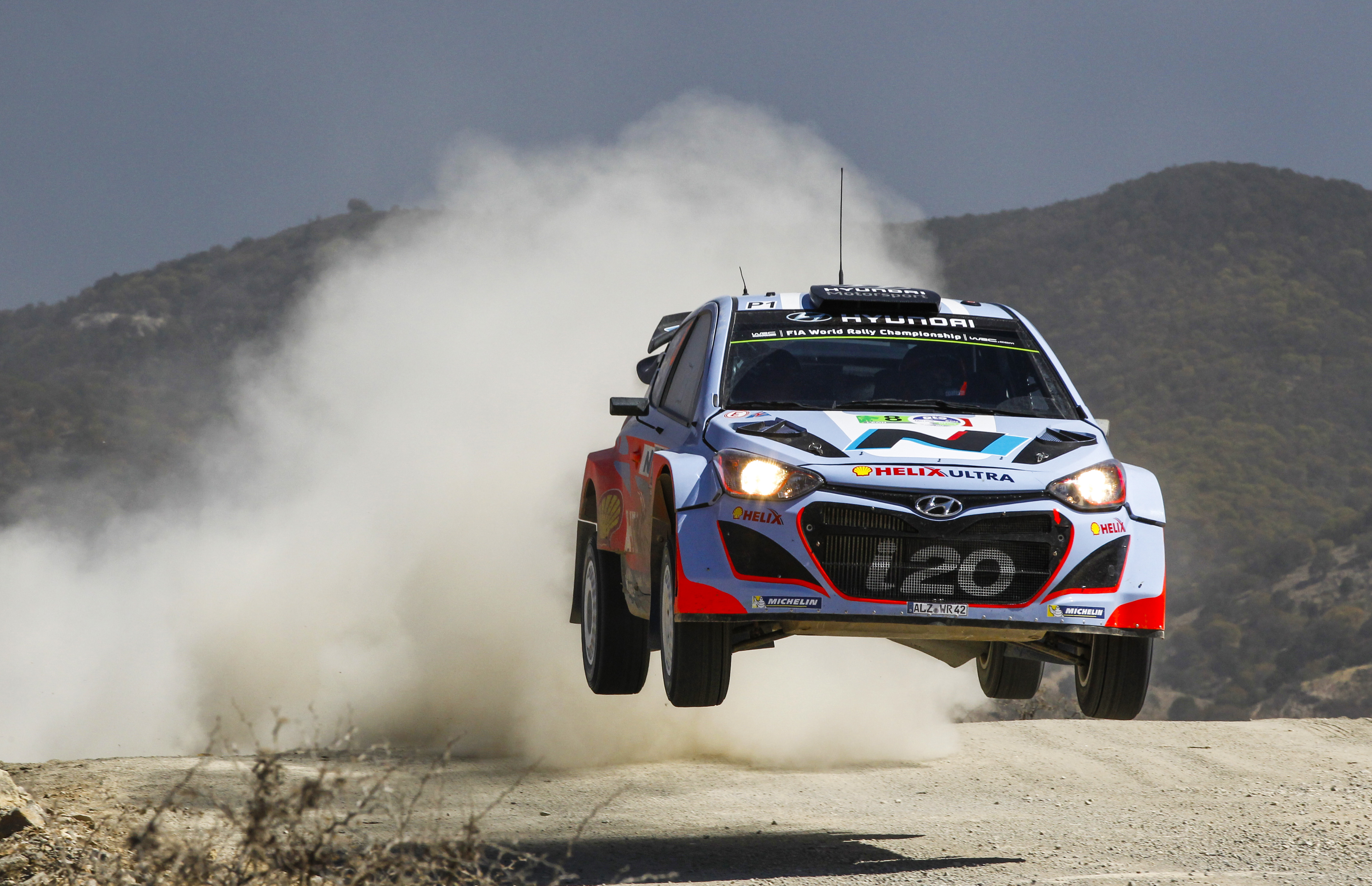
هیوندای آی۲۰ دبلیوآرسی
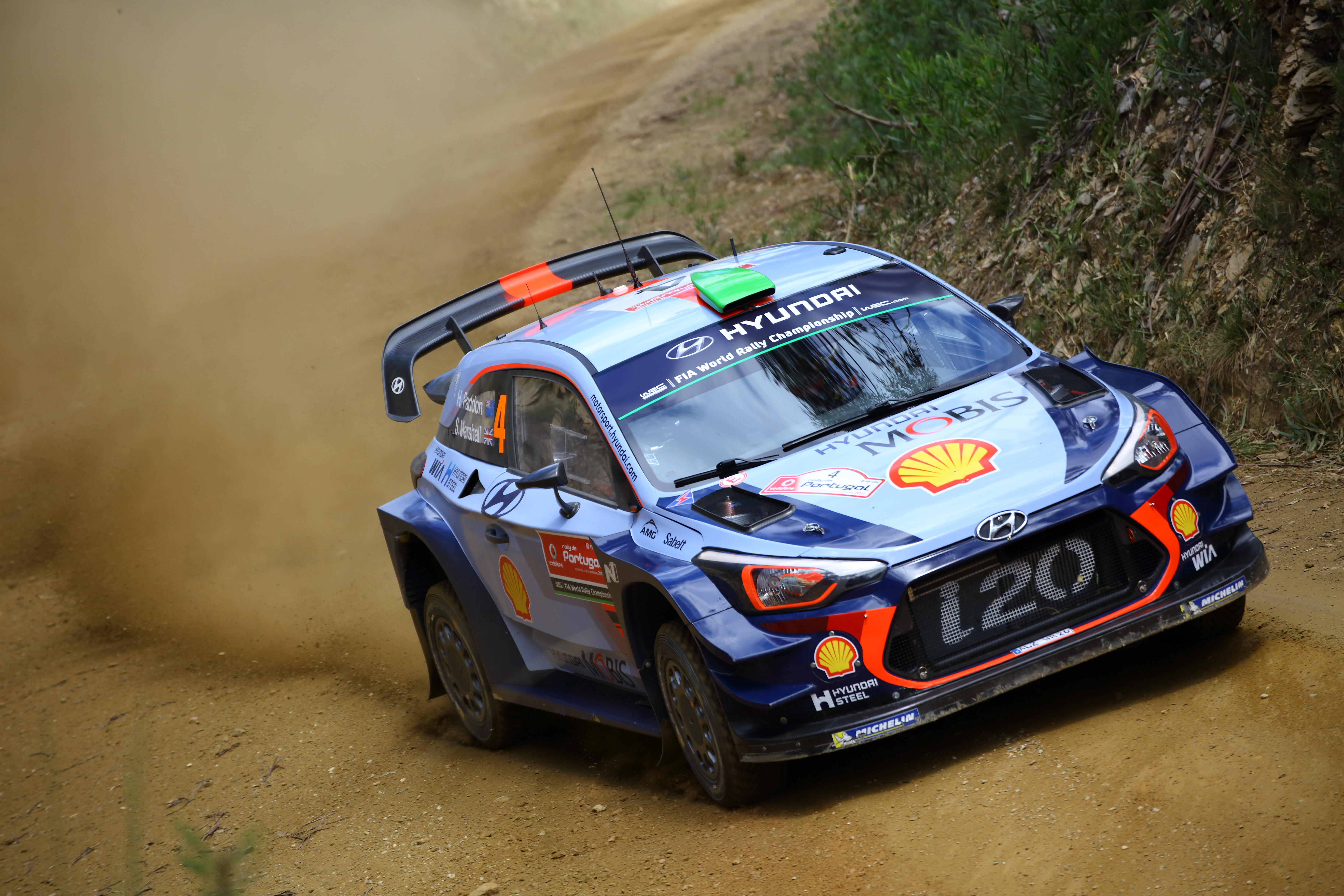
هیوندای آی۲۰ کوپه دبلیوآرسی
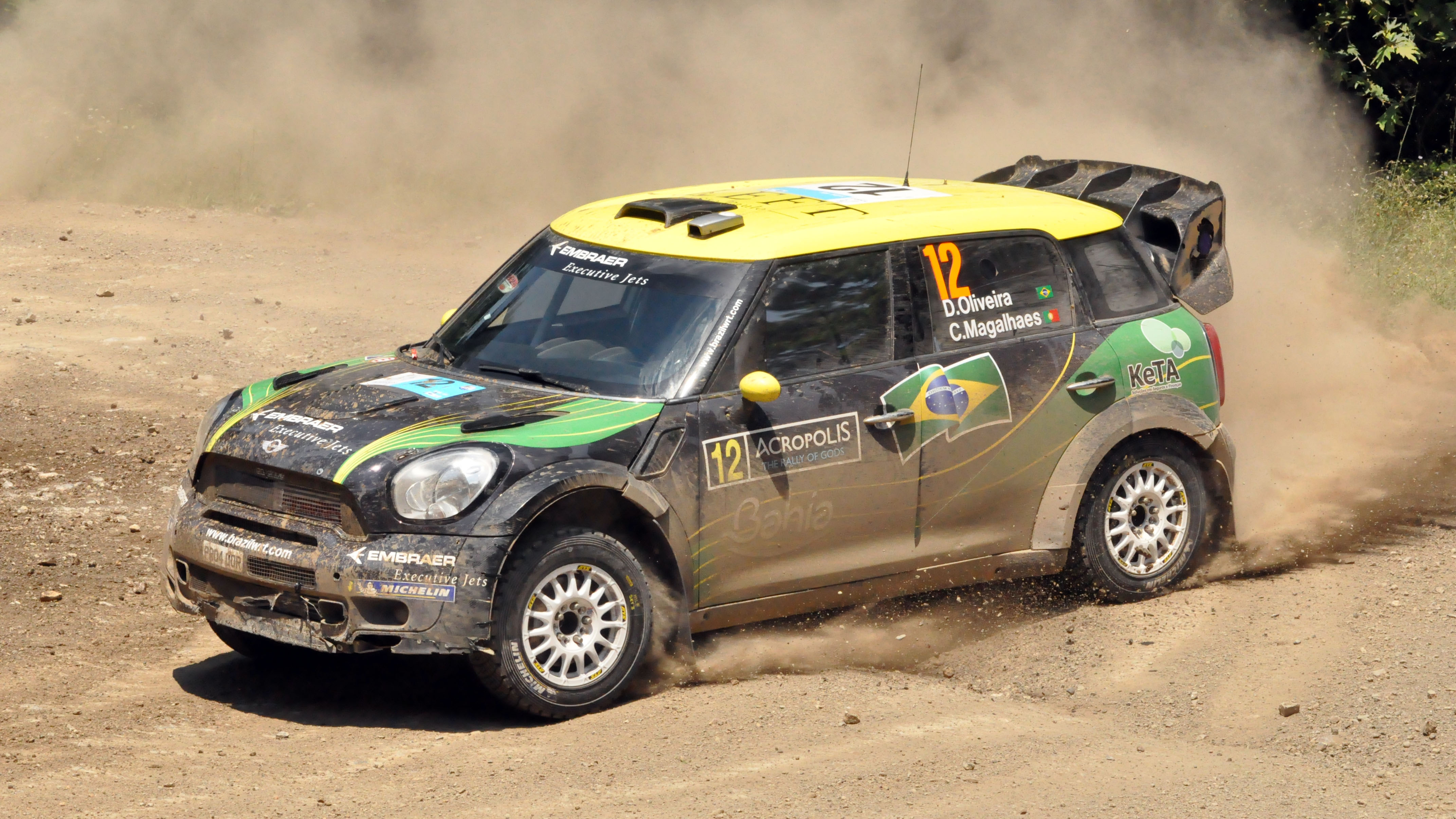
مینی جان کوپر ورکس دبلیوآرسی
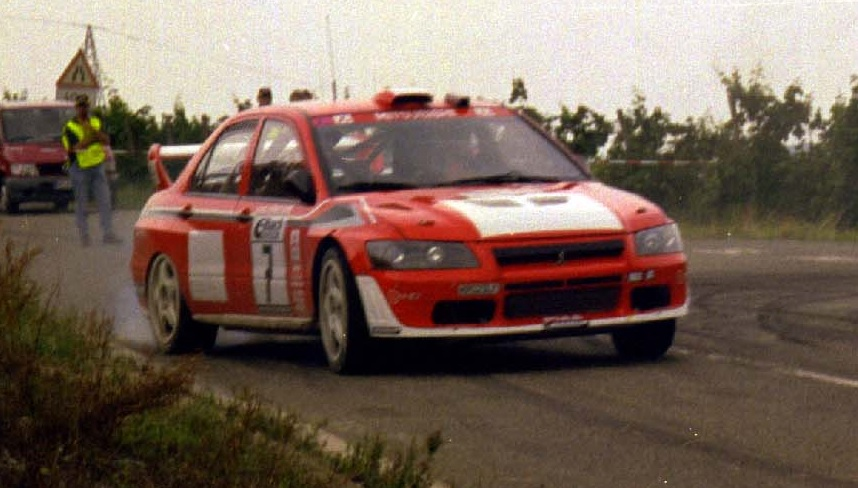
میتسوبیشی لنسر اولیشن دبلیوآرسی
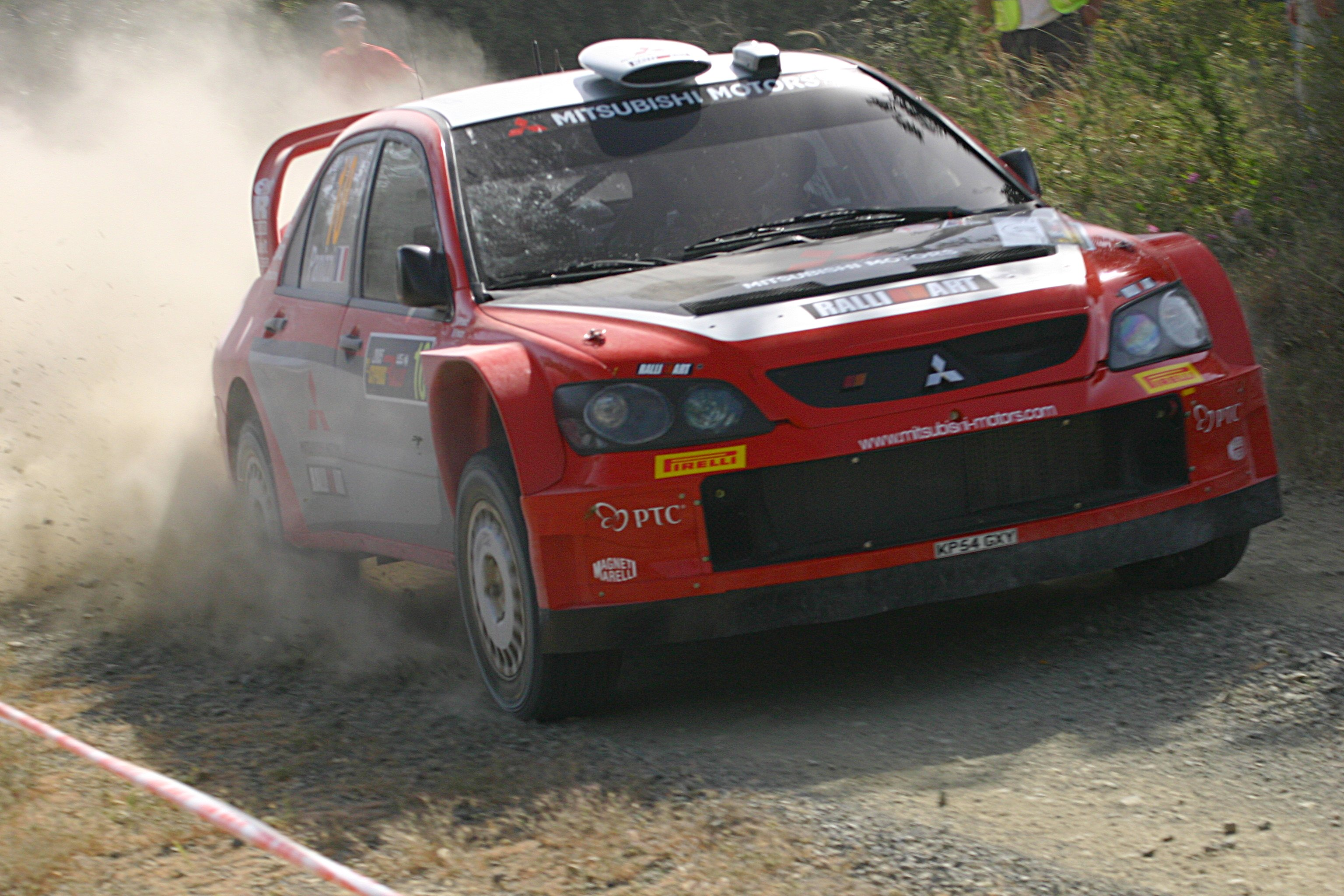
میتسوبیشی لنسر دبلیوآرسی
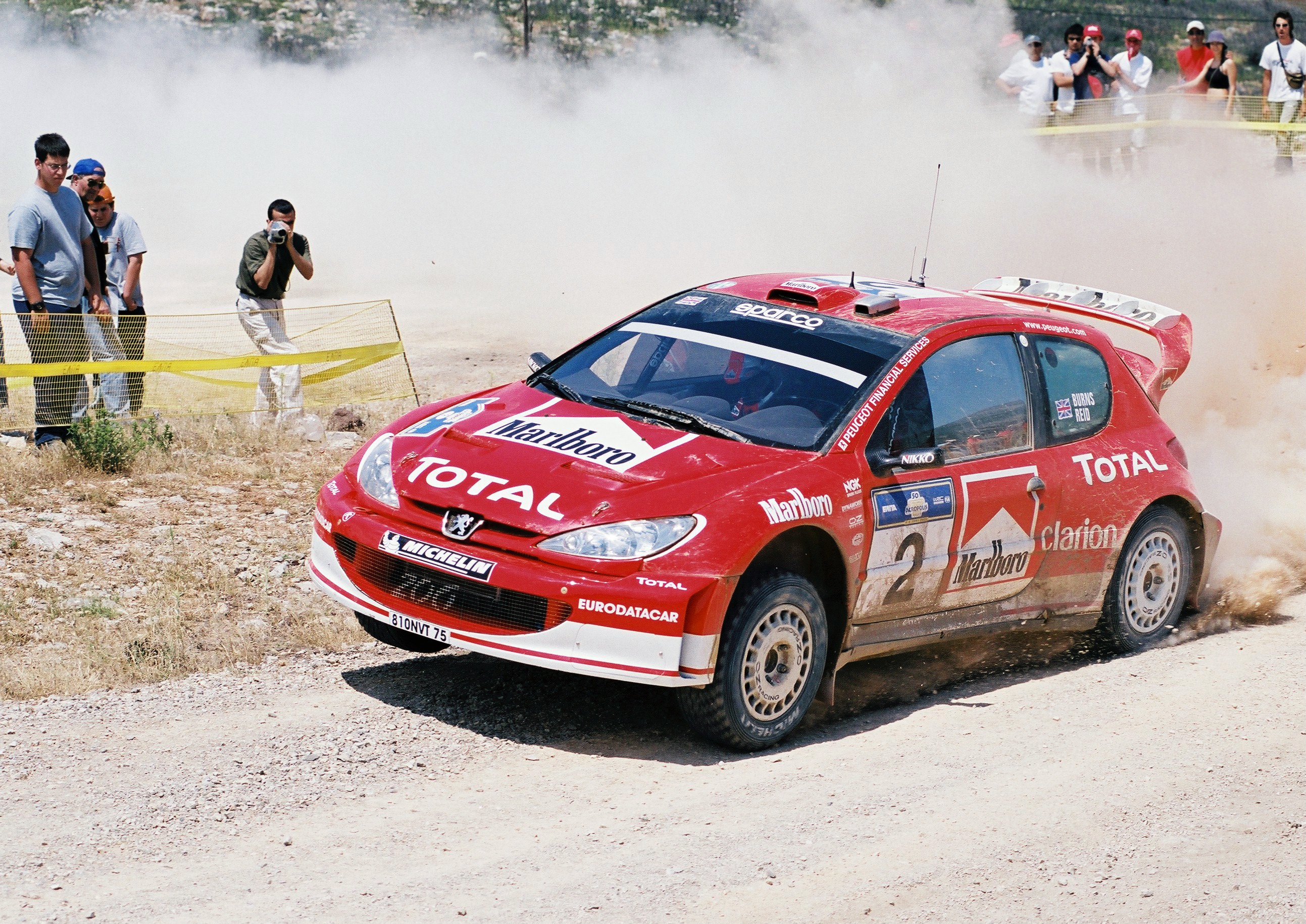
پژو ۲۰۶ دبلیوآرسی
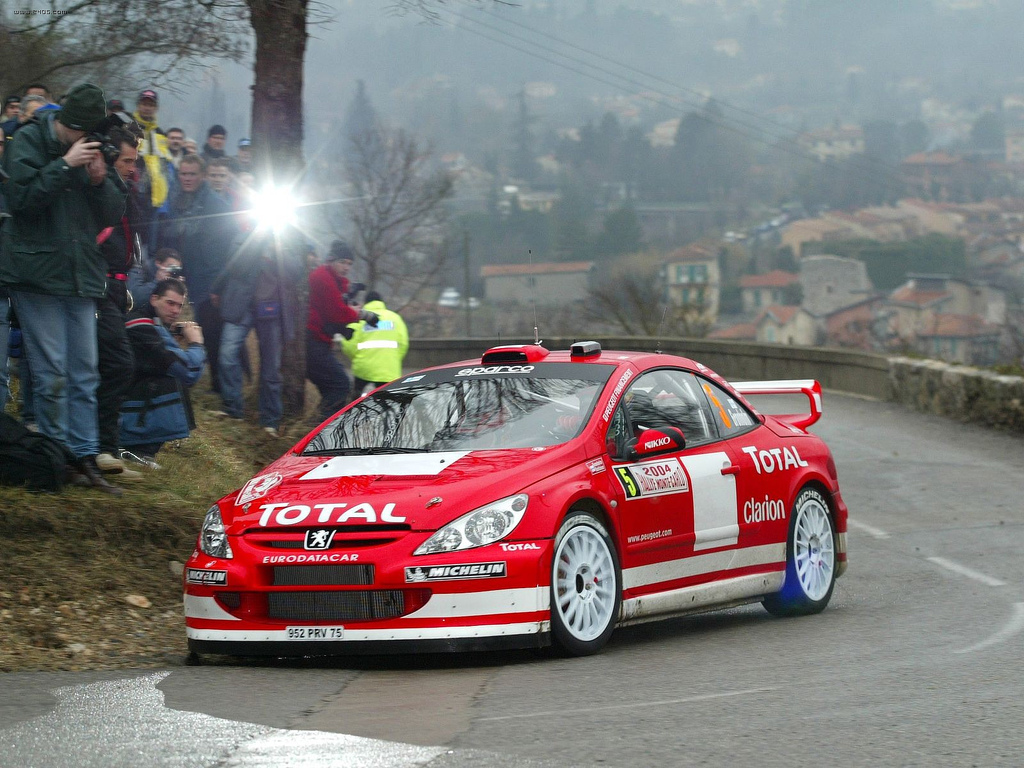
پژو ۳۰۷ دبلیوآرسی
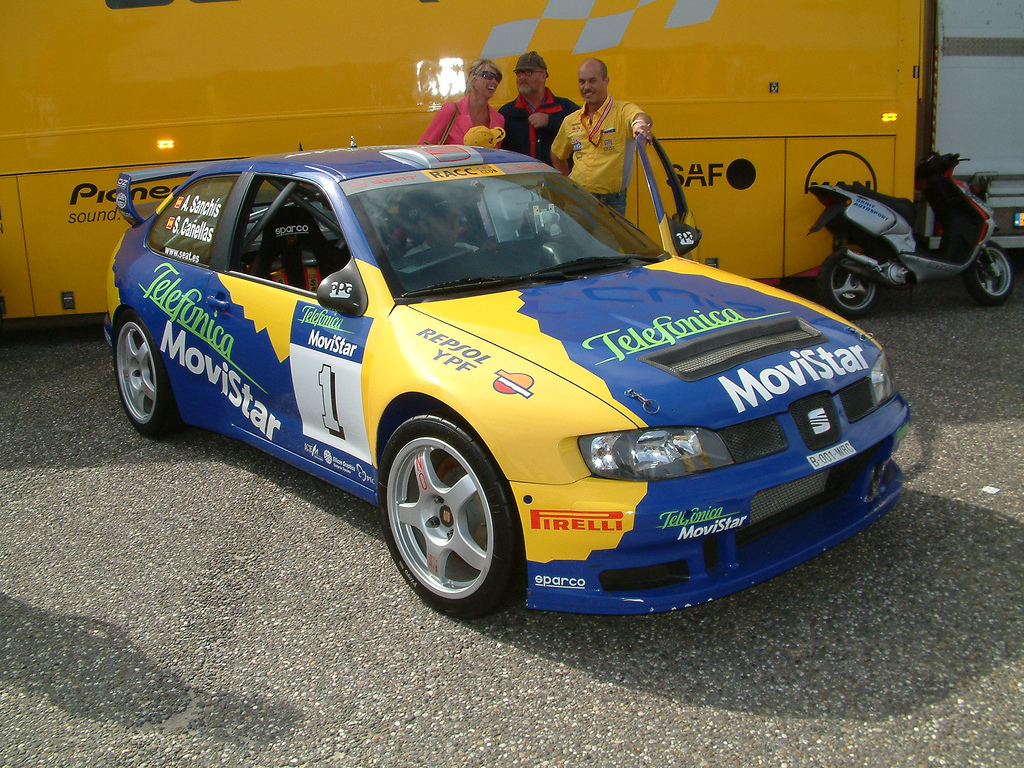
SEAT Córdoba WRC
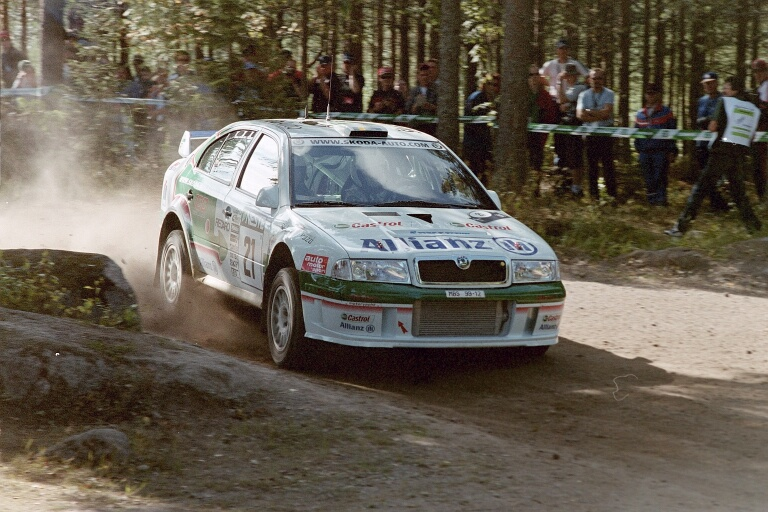
Škoda Octavia WRC
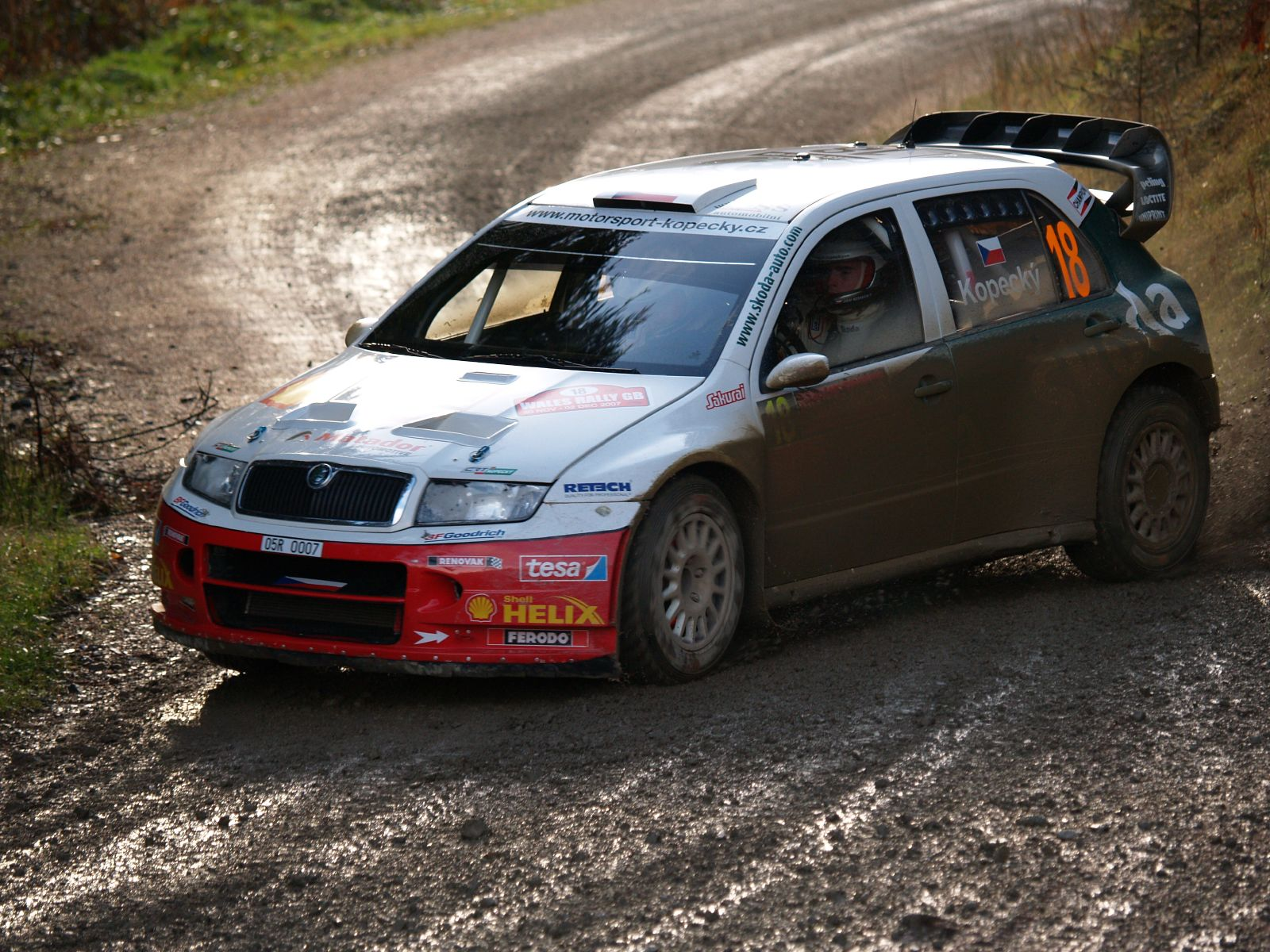
Škoda Fabia WRC
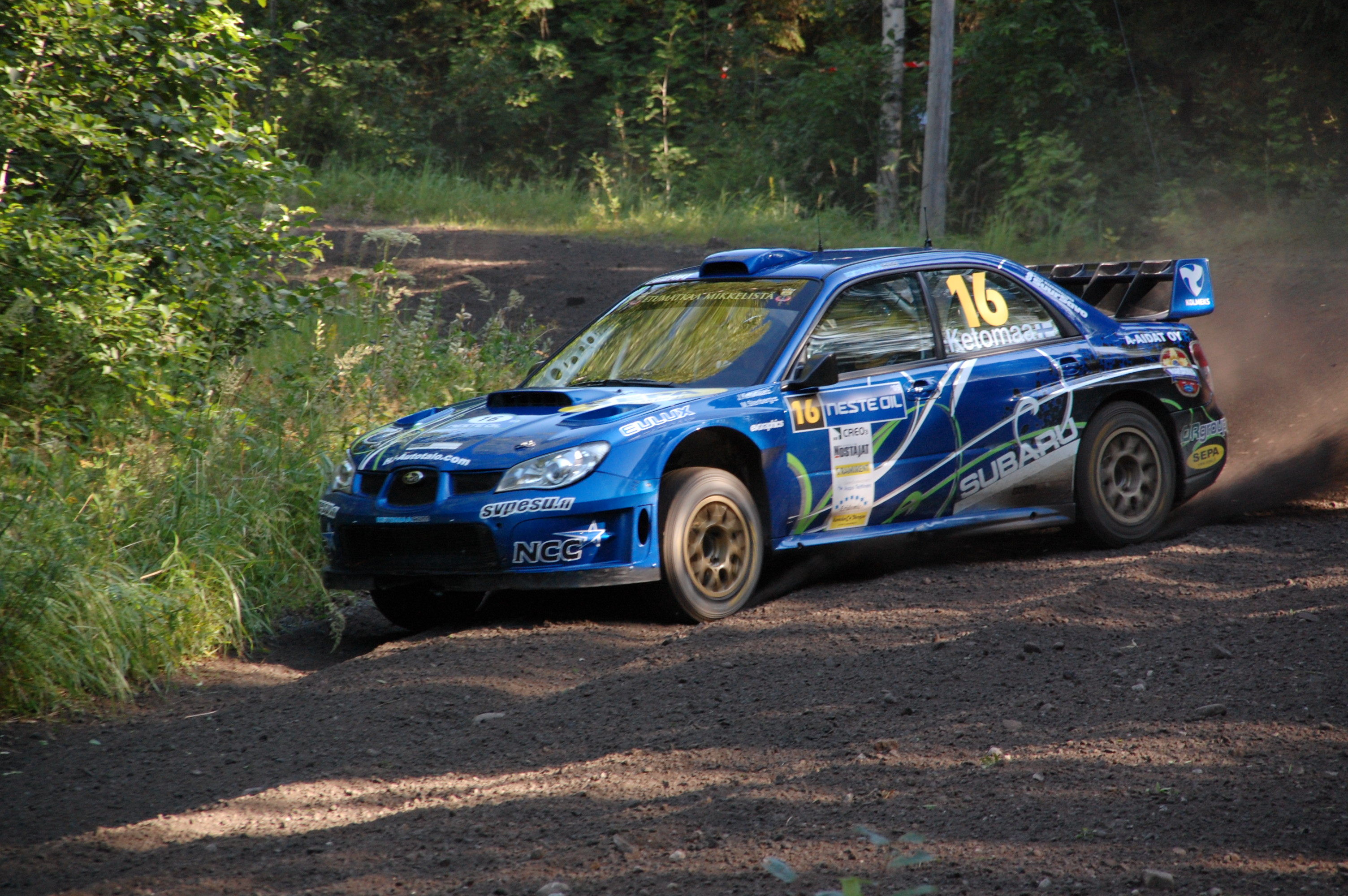
سوبارو ایمپرزا دبلیوآرسی
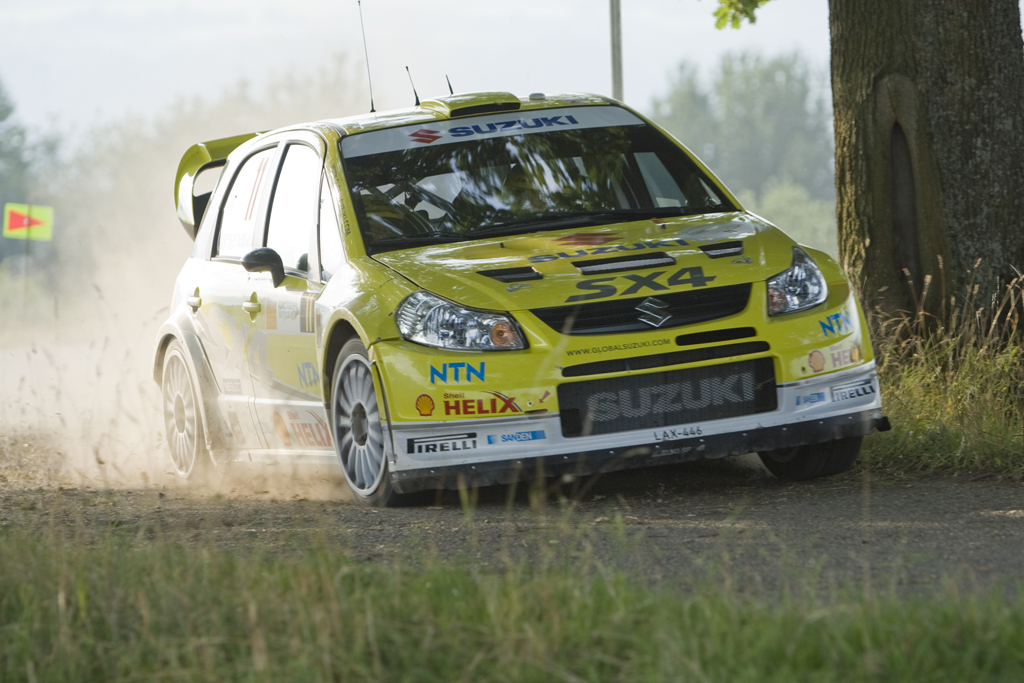
Suzuki SX4 WRC
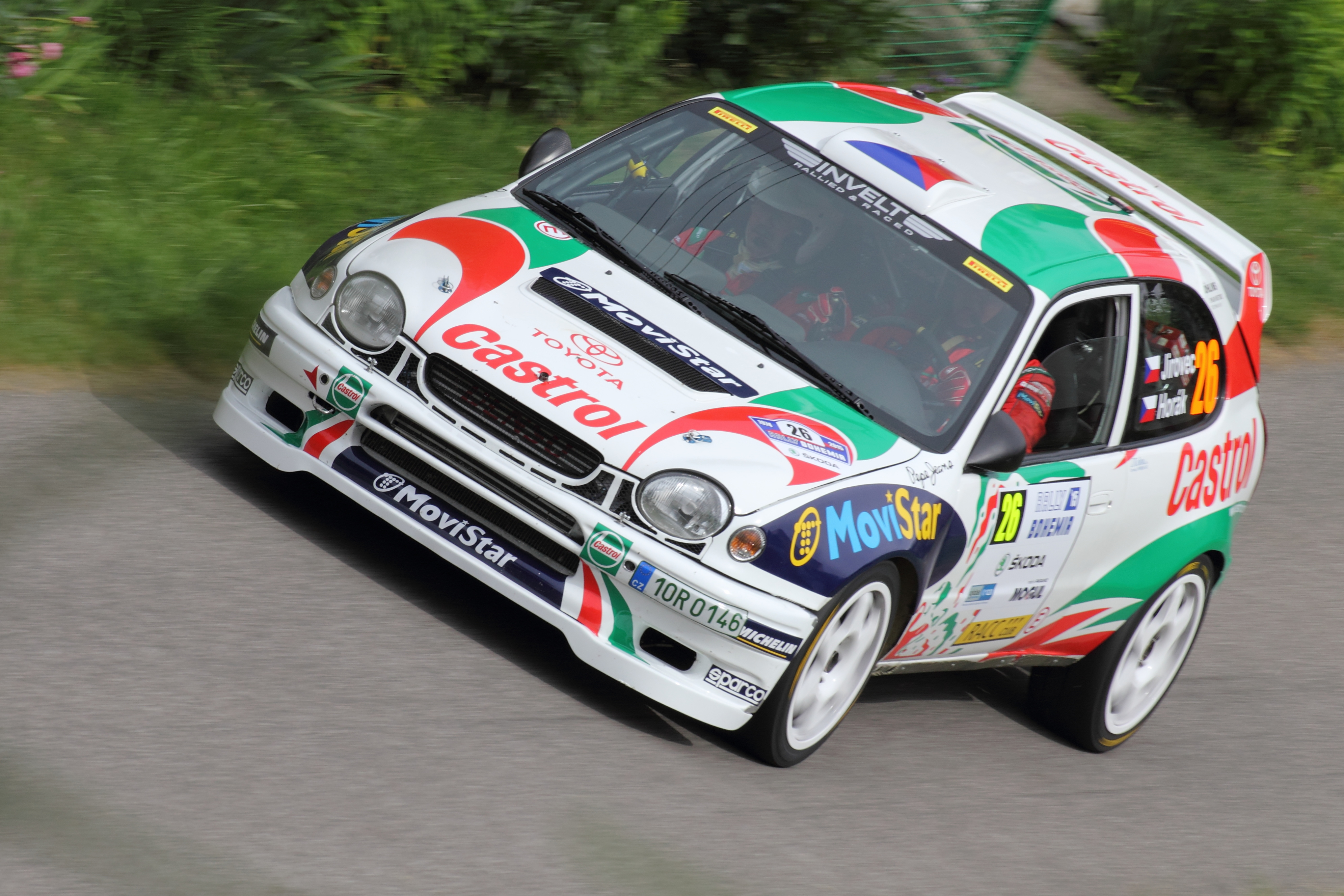
تویوتا کرولا دبلیو‌آر‌سی
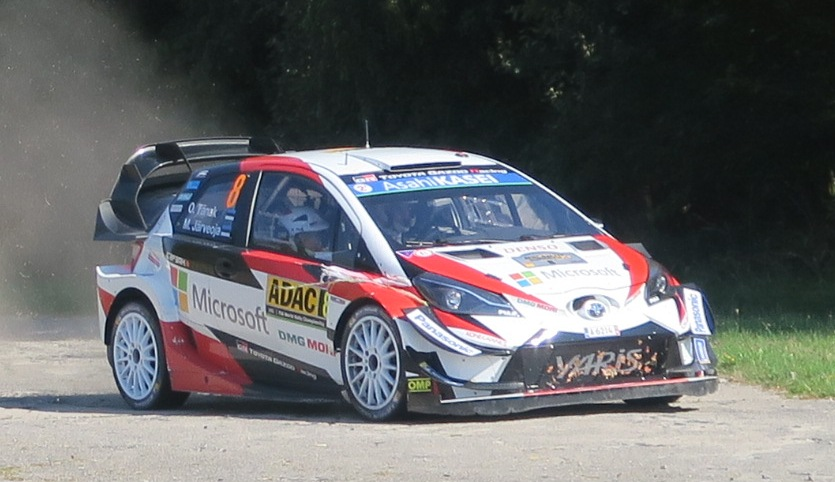
تویوتا یاریس دبلیوآرسی
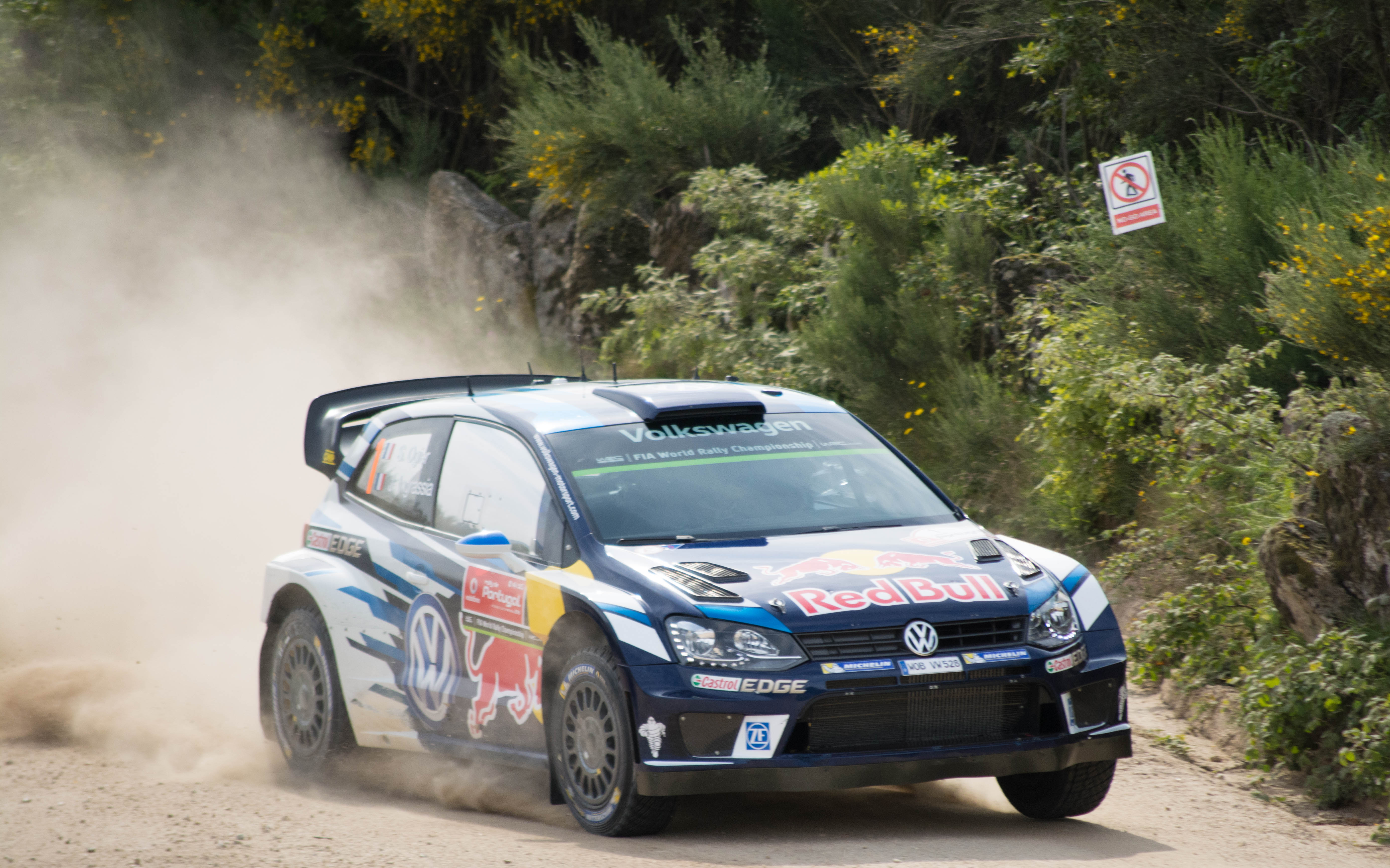
فولکس‌واگن پولو آر دبلیوآرسی